# Ouliana Gromova
Pour les articles homonymes, voir Gromova.
Ouliana Matveïevna Gromova (russe : Ульяна Матвеевна Громова; 1924-1943) est une partisane soviétique d'origine ukrainienne exécutée par les nazis pendant la Seconde Guerre mondiale. Elle reçoit, à titre posthume, le titre d'Héroïne de l'Union Soviétique.

## Enfance
Gromova est née dans une famille de la classe ouvrière, le 3 janvier 1924, dans le village de Pervomaysky dans ce qui est maintenant l'oblast de Louhansk en Ukraine (alors dans la République socialiste soviétique d'Ukraine).
Son père, Matveï Maximovitch Gromov, est né en 1880, dans le gouvernement de Poltava, qui faisait alors partie de l'Empire russe. Il sert dans l'armée durant la guerre russo-japonaise de 1904-1905, puis déménage à Sorokyne et travaille comme mineur avant de prendre sa retraite en 1937. Sa mère (née en 1884) est femme au foyer, mère de cinq enfants dont Juliana est la plus jeune. En mars 1940, Ouliana Gromova rejoint le Komsomol.
Lors de l'opération Barbarossa en 1941, Gromova a 17 ans et est en dixième année. Comme beaucoup de ses camarades de classe, elle travaille dans l'agriculture, afin de remplacer les travailleurs agricoles, et prend soin des soldats blessés à l'hôpital (elle leur fait la lecture, les aident à écrire des lettres, etc.). Elle obtient son diplôme de l'école secondaire avec des bonnes et excellentes notes, le 3 juin 1942.

## Résistance, arrestation et exécution
Lorsque sa province d'origine est occupée par les troupes allemandes à partir du 17 juillet 1942, Gromova n'est pas en mesure d'évacuer la ville parce qu'elle doit s'occuper de sa mère malade. Avec Maïa Peglivanova et Anatoli Popov, elle organise un groupe de jeunes patriotes dans son village de Pervomaysky qui devient une partie de la « Jeune Garde » de l'organisation clandestine du Komsolol en septembre 1942.
En octobre 1942, Gromova est élue membre du personnel de l'organisation. Elle prend une part active dans la préparation de la résistance armée, la création et la diffusion de dépliants anti-fascistes, la collecte des médicaments et les campagnes auprès de la population, les exhortant à ne pas obéir à l'ennemi et de perturber les plans des Allemands qui essaient d'impressionner les jeunes soviétiques pour les pousser à aller travailler en Allemagne.
Dans la nuit du 7 novembre 1942 (à la veille du 25e anniversaire de la Révolution d'octobre), Gromova et Popov hissent le drapeau rouge sur un échafaudage de la Mine Numéro 1 sur le territoire occupé de Krasnodon.
L'arrestation en masse de suspects d'actes de résistance commence dans la ville, et les « Jeunes Gardes » élaborent un plan d'évacuation pour Gromova, mais elle est arrêtée par les autorités allemandes le 10 janvier 1943. Elle est rouée de coups et torturée pendant son interrogatoire, mais elle reste fidèle à son serment à sa patrie et à ses camarades et n'a pas dénoncé ses amis. Elle est pendue par les cheveux, brûlée avec des fers chauds, une étoile à cinq branches est gravée dans la peau de son dos et la plaie frottée avec du sel, son bras est fracturé et ses côtes cassées. Elle endure les souffrances stoïquement, et est même applaudie par ses camarades emprisonnés lorsqu'elle récite le poème épique de Lermontov, Le Démon, qu'elle connait par cœur. Même dans la note qu'elle réussit à faire passer secrètement à ses parents, en sachant que sa mort est proche, elle exprime sa foi dans la victoire, et appelle son frère Élisée à prendre sa relève.
Le 16 janvier 1943, Gromova, avec d'autres Jeunes Gardiens, est exécutée et son corps est jeté dans une fosse de 58 m de la mine n°65 de Krasnodon.
Après la libération de la ville le 14 février 1943, Gromova est enterrée avec les honneurs militaires le 1er mars suivant dans une fosse commune pour les héros de la patrie sur la place centrale de Krasnodon, où un monument à la mémoire des Jeunes Gardes est érigé.

## Distinctions
- Héroïne de l'Union Soviétique
- Ordre de Lénine
- Médaille de "Partisan de la Guerre Patriotique" de 1re Classe

## Hommages

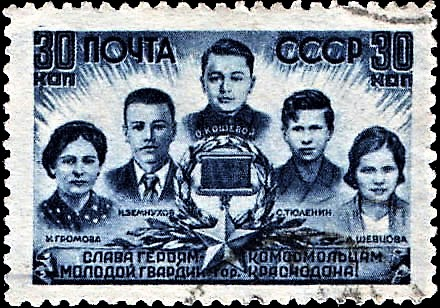
1944 : timbre Soviétique commémorant la Jeune Garde de Krasnodon – Gromova est à gauche

Gromova est un personnage (avec d'autres réels et fictifs) du roman d'Alexandre Fadeïev, La Jeune Garde (1946), qui est inclus dans les programmes scolaires. Dans le film de 1948 La Jeune Garde basée sur le roman, Gromova est joué par Nonna Mordioukova à ses débuts.
Dans de nombreuses villes de l'ex-Union Soviétique, il y a des rues nommé en l'honneur de Gromova et des monuments commémoratifs. Par exemple, à Nijni Taguil, à Kaliningrad et à Togliatti.
Le 1er juillet 1986, le navire « Juliana Gromova » (un remorqueur de rivière) est inauguré à Peledouï, une ville de la République de Sakha.